# Loodkruidblauwtje
Het loodkruidblauwtje (Turanana taygetica) is een vlinder uit de familie van de Lycaenidae. De wetenschappelijke naam is voor het eerst gepubliceerd in 1902 door Hans Rebel.

## Verspreiding
De soort komt voor in het Taigetos-gebergte in Griekenland en in Turkije.

## Waardplanten
De rups leeft op Acantholimon androsaceum (loodkruid) (Plumbaginaceae).